# (4281) Pounds
(4281) Pounds est un astéroïde de la ceinture principale.

## Description
(4281) Pounds est un astéroïde de la ceinture principale. Il fut découvert le 15 octobre 1985 à la station Anderson Mesa par Edward L. G. Bowell. Il présente une orbite caractérisée par un demi-grand axe de 2,46 UA, une excentricité de 0,11 et une inclinaison de 0,7° par rapport à l'écliptique.

## Compléments